# 9 جامعة الدول (مسلسل)
9 جامعة الدول، مسلسل تلفزيوني درامي مصري، عرض في رمضان 1433 هـ / 2012م، ومن إخراج محمد مصطفى وتاليف فداء الشندويلي.

## قصة المسلسل
تدور الأحداث حول مهندس ميكانيكا بحري يمتلك شركة، وتتعدد علاقاته في جميع البلدان وكذلك زيجاته وله أبناء من عدة جنسيات هم (شريف المصري وجهاد العراقي وريم اللبنانية وحمزة السوداني وثريا المغربية)، مما يصنع العديد من المفارقات والمواقف ومحاولة حل مشاكلهم.

## فريق العمل

### الممثلون
| - خالد صالح: صلاح عبد الحميد عصفور - بثينة رشوان:سمية زوجة عصفور - إيمان العاصي:إنجي سكرتيرة عصفور - كريم محمود عبد العزيز: شريف عصفور - مشيرة إسماعيل:مديحة أخت سمية - ضياء عبد الخالق:د. أجسم مختار - هبة مجدي:هدى خطيبة شريف - سيد رجب: نجيب المنشاوي - تميم عبده:إبراهيموزاد - دنيا المصري: ياسمين خطيبة جهاد - عمر مصطفى متولي: خالد بن مديحة | - ايمان أبو المجد: منى أخت إنجي - جميل برسوم:بسيوني السائق - ممدوح مداح: سيد العقر محامي سمية - عبد الفتاح البلتاجي:عزت أبو ياسمين - محمود العراقي: جهاد عصفور العراقي - كريمة غيث: ثريا عصفور المغربية - لؤي محترم: حمزة عصفور السوداني - طارق عبيد: ياسر الفلسطيني من سوريا - منة حسام: نسمة أبنة إنجي - محمد حسني:عباس مساعد نجيب - جمال يوسف: وفيق قريب سمية | - سعيد صالح:رشاد البيومي - صبري عبد المنعم: الحاج مستجاب - بدرية طلبة:فوزية الخادمة - هدى الادريسي:سعيدة بن مالك - حمدي هيكل: عيسى البنهاوي - إسماعيل فرغلي: هادي عبد الهادي - لمياء الأمير:والدة أنجي ومنى - مريم حسن: ريم عصفور اللبنانية - داوود حسين: الشيخ عبد الرحمن - فتحي عبد الوهاب: أسامة الخلفاوي - كمال أبو رية: عصفور السويسي |

شارك في التمثيل: محمد نصر:حمدي السائق - عيد أبو الحمد:ماذون - عادل عبد الحميد - محيي الدين عبد الحميد - علي جمال الدين - هشام كامل:المحضر - إبراهيم امام - صلاح عبد الدايم- ناصر عيد - ياسمين عامر - منة الله الفيومي - أحمد محمد صلاح - داليا مصيلحي - ماجد إبراهيم - إبراهيم عز الدين - عادل محمود - محمد حافظ - نيفين رفعت - حمدي ندا:عامر باشا - وفيق عبد الحميد - ممدوح بيومي - خالد إبراهيم - فوزي العجمي - مهران السويسي - منار محمود: مطربة - أيمن رشدي: مطرب

### الإداريون
| - فداء الشندويلي:سيناريو وحوار - أحمد سمير: المنتج - محمد مصطفى:مخرج - كلمات المقدمة والنهاية: أيمن بهجت قمر - غناء النجم: محمد حماقي - ألحان: وليد سعد - توزيع: أغنية المقدمة توما - أغنية النهاية تميم - تصميم المقدمة والنهاية: وائل فرج - شريف فتحي - كوافير:سيد عبد الغني - ماكيير : محمود مرشد - مدير الإنتاج: زكريا القفاص - شريف الأشقر - مدير إدارة الإنتاج:تامر الأشقر - المدير المالي: عاطف شرف - أعمال المونتاج وتصحيح اللون والجرافيك:cinepost صفوت الشيمي - كولوريست وديجي : شريف فتحي - مهندس الصوت:أحمد عودة - مهندس ديكور مساعد: حسين بكري - مساعد مخرج: مايكل رفعت عزمي - مساعد مخرج أول: محمد عبد الخالق - إستايلست: عبير الإنصاري - مهندس الديكور: سامر الجمال - مخرج منفذ: محمد سعيد عبد الله - الموسيقى التصويرية :محمد مدحت - الإعداد الموسيقى والمكساج: محمد حسيب - مونتاج:وائل فرج - مدير التصوير: إسلام عبد السميع - المنتج الفني: مصطفى شفيق - الإشراف العام على الإنتاج: تامر إبراهيم - إنتاج:trailer pictures - حقوق التوزيع: future - مصوريين: محمد المهيمي - محمد عز العرب - هاني السعداوي - focus pollar: حسين سمير - محمود عبد المعبود - كاميرات: focus: رضا زينيتا - مشرف الكاميرات: إسلم اللبودي - مساعدين كاميرا: محمد سليمان - أحمد حميدة - إبراهيم سمير- عبد التواب عمران - طارق سمير - محمد ثابت - حمادة بخاري - أسطى البانشر: محمود وزة - فنيين البانشر:الديب علي أحمد - شكشك مصطفى - سامي الغربي - أحمد الطيب - حسن وزة - إسطى الإضاءة: محمد كمال - فنيين الإضاءة: مسعود - عرابي - أحمد شوقي - أحمد مايكي - حسن بندق - محمود السيد المغازي - سامح أبو الليل - معدات الإضاءة: عماد درويش - فيديو أسست: الفونس - صبري فتحي - محمد فتحي - عبد المؤمن محمد - أحمد السيد - ميكنج : كريم أحمد - أكسسواريست: هاني جمال - علاء عيد - مجدي محمود - أمير جمال - فنيين الديكور: سيد الشحات - سامي السيد - أشرف محمود - سعيد أبو الحديد - خالد السيد - بركات محمد - رأفت الألفي - علي كراكيب - عيد عبد التواب - كمال المنجد - محمد سمير - مهندس ديكور تحت التدريب: مصطفى الصيرفي - مهندس ديكور مساعد: حسين بكري - مهدس الصوت: أحمد عودة - مساعدين صوت: باسم الألفي - أحمد حسن - فوتوغرافيا: شريف المصري - مصطفى الشيخ - محمود الشيخ - كلاكيت: هشام حلمي | - خدمات إنتاج: محمد ألمظ - كريم مونو - -محمود أحمد - ملابس شرطة: حمادة عساكر - فراشة: مسعد إمام - مولد: أيمن بيومي - بوفيه: صابر أبو يوسف - أحمد بلاطة - إبراهيم بلاطة - عماد بومبيه - عماد كبدة - مساعدين ملابس: غريب شوقي السايح- تامر محمد سمير - محمد أرنب - مساعدة إستايلست: سهى نصر - ريجيسير: سيد راشد - شئون ممثلين: سعيد أرابيسك - تم التصوير الداخلي: إستوديو عواجه - كرافانات: عماد - عادل فايق - سيارات ملاكي: محمد عزت - سائقين المعدات: محمد دبور - محمد مصطفى - السيد إبراهيم- حمادة بلحة - حمدي شكس - ممدوح عبد الله - عامر صلاح - سيارات الإنتاج: هاني الهن - سائقين إنتاج:أحمد عوض - مصطفى الهن - أحمد أبو سراج - أيمن أحمد - أيمن جمال - أحمد مسعود - هاني عزت - مساعدين الإنتاج: أحمد حسين - وائل فاروق - حسين نجاح - محود هشام - منفذين الإنتاج:هاني السعيد - أحمد ميشو - إدارة مالية: عبد الحميد علي عبد الحميد - مدير الإنتاج :زكريا القفاص - شريف الأشقر - مدير إدارة الإنتاج: تامر الأشقر - ماكيير: صالون محمود مرشد - مساعدين ماكيير: هشام سعيد - كوافير:سيد عبد الغني - مساعدين كوافير: مؤمن محمد - كاظم سمير - مدير أعمال خالد صالح: أسامة عبد الله - فريق عمل خالد صالح - ماكيير : نور الدجوي - مساعدة : أية راضي - كوافير: عبد الرؤوف - مساعدين: خالد صالح - أحمد فهيم - رضا - محمد جابر - حسن جاد - فريق عمل :بثينة رشوان - ماكيير : محمد عبد الحميد الشيخ - مساعدين: شيماء علي - أحمد طه - كوافير: وليد حسن - مساعد: ميان جورج - مدير أعمال إيمان العاصي - حمدي بدر - فريق عمل الفنانة: إيمان العاصي - ماكيير ريكو - هيثم دهب - مساعدة :سلمى - مساعد: كريم محمود عبد العزيز: صلاح عبد الدايم - مساعد سيد رجب: محمود عواد - مساعد هبة مجدي :بدور | - مساعد تميم عبده: طارق نجم - مساعد محمد حسني: إيمن ثابت - مساعد حمدي هيكل: محمود كمال - شكر خاص: أتيليله بهيج - فندق سويس أن العين السخنة - فندق موفمبيك العين السخنة - ميناء دبي - العين السخنة - ديجي سوبرفيزور: عبد الرحمن محمد - Vfx& 3D: محمود مختار - محمد سند - هاني ملك - VFX: هبة حفناوي - تصميم اللوجو: أحمد رمضان - ماشيين زووم: عمر محمد - خدمات مونتاج:رضا جميل - مونتير مساعد: محمد السعدني - سامح صلاح - office director: خالد عبد اللطيف - موسيقى تصويرية: محمد مدحت - عازفين كمانجات: د: منير نصر الدين - كريم فودة - ياسر غنيم - مصطفى زكي - شادي عليان - محمد رفعت - محمد مدحت - فلوت: بيير اولاه - ترومبيت: طارق رؤوف - عود: هشام عصام - ريكورديد أند ميكسد: ويف ستوديو - مهندس صوت: مينا منصور إعداد موسيقى ومكساج: frequency محمد حسيب - توزيع موسيقى ومكساج وماستر أغنية المقدمة : توما - جيتار: مصطفى أصلان - كمان: محمود سرور - ناي: أحمد خيري - فانون: ماجد سرور - طبلة: أحمد العبادي - رق : هشام العربي - توزيع موسيقى ومكساج وماستر أغنية النهاية : نعيم - تنفيذ وتريان - فرقة: محمد عاطف إمام - جيتار: مصطفى أصلان - فانون: محمود عامر - ناي: أحمد خيري - عود: إسلام القبصجي - الفواصل الموسيقية: نعيم - ماستر: محمد صقر - مهندس صوت تجسيلات: أحمد جودة - المدير المالي: عاطف شرف - مساعد مخرج: مايكل رفعت عزمي - - مساعد مخرج أول: محمد عبد الخالق - إستايلست: عبير الأنصاري - مهندس الديكور: سامر الجمال - مخرج منفذ: محمد سعيد عبد الله - مونتاج: وائل فرج - مدير التصوير: إسلام عبد السميع - المنتج الفني: مصطفى شفيق - الإشراف العام: على الإنتاج: تامر إبراهيم - إنتاج: تريلر - حقوق التوزيع: فيوتشر - المنتج: أحمد سمير |